# You're Only Young Once
You're Only Young Once is een film uit 1937 onder regie van George B. Seitz. Het is het tweede deel uit de Andy Hardy-reeks, een filmreeks die uit 16 films bestond. Destijds werd de film in Nederland uitgebracht onder de titel Men is maar éénmaal jong.

## Verhaal
Rechter James K. Hardy en zijn familie gaan een mooie zomer tegemoet. Hoewel iedereen de vakantie anders wil inplannen, besluit James een huisje te reserveren in Santa Catalina Island, om daar te kunnen vissen. Eenmaal aangekomen, beginnen de andere familieleden te zoeken naar andere tijdsbestedingen. Dochter Marian toont veel interesse in badmeester Bill Rand. Bill is onlangs gescheiden en zoekt niet naar een vaste relatie. Zoon Andy valt voor de charmes van Geraldine 'Jerry' Lane, een rijke tiener.
Terwijl Marian kiest of ze haar tijd liever doorbrengt met Bill of Wayne Trent, beseft Andy dat hij geld nodig heeft om bij te peilen aan Jerry en haar andere rijke vrienden. Zijn vader denkt dat Jerry een slechte invloed op hem heeft en verbiedt hem met haar om te gaan. Andy reageert boos en vindt dat zijn vader te ouderwets is. Hij besluit echter het advies van zijn vader op te volgen en vertelt Jerry dat ze niet langer met elkaar om kunnen gaan. Intussen accepteert Marian een huwelijksaanzoek van Bill. De volgende dag geeft hij echter toe dat hij haar enkel als vakantieliefde zag. Daarbij biecht hij op dat hij eigenlijk niet gescheiden is. Hij besluit dat het beter is als ze uit elkaar gaan. Marian kan haar oren niet geloven en is ontroostbaar.
Ondertussen krijgt vader Hardy zakenproblemen. Vlak voor de vakantie tekende hij met redacteur Frank Redmond een contract om een stuk land te kopen, maar Redmond neemt contact met hem op om James te informeren dat hij niet genoeg geld heeft. De familie Hardy realiseert zich dat ze in een korte periode veel geld moeten verdienen om het land te kunnen betalen. Ze besluiten onmiddellijk terug te keren naar huis, waar ze erachter komen dat Redmond hen heeft bedrogen. De Hardy's lijken al hun bezittingen te verliezen.
Vader Hardy herinnert zich op dat moment dat zijn grootvader een veteraan was in de Amerikaanse Burgeroorlog en het contract om die reden afbetaald kan worden. De familie Hardy is uit de schulden en bezit tevens het land geheel voor zichzelf.

## Rolbezetting
| Acteur         | Personage                  |
| -------------- | -------------------------- |
| Lewis Stone    | Judge James K. 'Jim' Hardy |
| Mickey Rooney  | Andrew 'Andy' Hardy        |
| Cecilia Parker | Marian Hardy               |
| Fay Holden     | Mrs. Emily Hardy           |
| Frank Craven   | Frank Redmond              |
| Ann Rutherford | Polly Benedict             |
| Eleanor Lynn   | Geraldine 'Jerry' Lane     |
| Ted Pearson    | Bill Rand                  |
| Sara Haden     | Tante Milly Forrest        |

## Achtergrond
In het eerste deel speelde acteur Lionel Barrymore de rol van de vader, terwijl Spring Byington de rol van de moeder vertolkte. Ze werden in dit tweede en de opvolgende delen allebei vervangen. Tijdens het maken van het tweede deel, waren er veel werktitels, waaronder A Family Vacation en Second Family Affair. Het was de bedoeling dat het als B-film uitgebracht zou worden, omdat vervolgfilms het destijds niet goed deden onder het publiek. Het werd dan ook in een kleine periode met een relatief klein budget opgenomen.
Al voordat de film werd uitgebracht, werd voorspeld dat het een groot succes zou worden. Om die reden werd dan ook al voor de release besloten dat er meerdere delen zouden volgen. Het bracht uiteindelijk meer dan $2 miljoen op.

## Filmreeks
- A Family Affair (1937)
- You're Only Young Once (1937)
- Judge Hardy's Children (1938)
- Love Finds Andy Hardy (1938)
- Out West with the Hardys (1938)
- The Hardys Ride High (1939)
- Andy Hardy Gets Spring Fever (1939)
- Judge Hardy and Son (1939)
- Andy Hardy Meets Debutante (1940)
- Andy Hardy's Private Secretary (1941)
- Life Begins for Andy Hardy (1941)
- The Courtship of Andy Hardy (1942)
- Andy Hardy's Double Life (1942)
- Andy Hardy's Blonde Trouble (1944)
- Love Laughs at Andy Hardy (1946)
- Andy Hardy Comes Home (1958)